# Xerophaeus
Xerophaeus är ett släkte av spindlar. Xerophaeus ingår i familjen plattbuksspindlar.

## Dottertaxa tillXerophaeus, i alfabetisk ordning[1]
- Xerophaeus ahenus
- Xerophaeus anthropoides
- Xerophaeus appendiculatus
- Xerophaeus aridus
- Xerophaeus aurariarum
- Xerophaeus bicavus
- Xerophaeus biplagiatus
- Xerophaeus capensis
- Xerophaeus communis
- Xerophaeus coruscus
- Xerophaeus crusculus
- Xerophaeus crustosus
- Xerophaeus druryi
- Xerophaeus espoir
- Xerophaeus exiguus
- Xerophaeus flammeus
- Xerophaeus flavescens
- Xerophaeus hottentottus
- Xerophaeus kiwuensis
- Xerophaeus lightfooti
- Xerophaeus longispinus
- Xerophaeus lunulifer
- Xerophaeus maritimus
- Xerophaeus matroosbergensis
- Xerophaeus occiduus
- Xerophaeus oceanicus
- Xerophaeus pallidus
- Xerophaeus patricki
- Xerophaeus perversus
- Xerophaeus phaseolus
- Xerophaeus robustus
- Xerophaeus rostratus
- Xerophaeus ruandanus
- Xerophaeus rubeus
- Xerophaeus silvaticus
- Xerophaeus spiralifer
- Xerophaeus spoliator
- Xerophaeus tenebrosus
- Xerophaeus thomasi
- Xerophaeus vickermani
- Xerophaeus zuluensis